# Krakovany
Krakovany és un poble i municipi d'Eslovàquia que es troba a la regió de Trnava, a l'oest del país. La primera menció escrita de la vila es remunta al 1113.

## Demografia
| Godina             | 1994 | 2004   | 2014   | 2024   |
| ------------------ | ---- | ------ | ------ | ------ |
| Nombre de persones | 1351 | 1343   | 1447   | 1444   |
| Diferència         |      | −0,59% | +7,74% | −0,20% |

| Godina             | 2023 | 2024   |
| ------------------ | ---- | ------ |
| Nombre de persones | 1446 | 1444   |
| Diferència         |      | −0,13% |